# L'Ocata
L'Ocata és una masia situada al municipi de Castellar de la Ribera, a la comarca catalana del Solsonès.